# 白猪屯倉

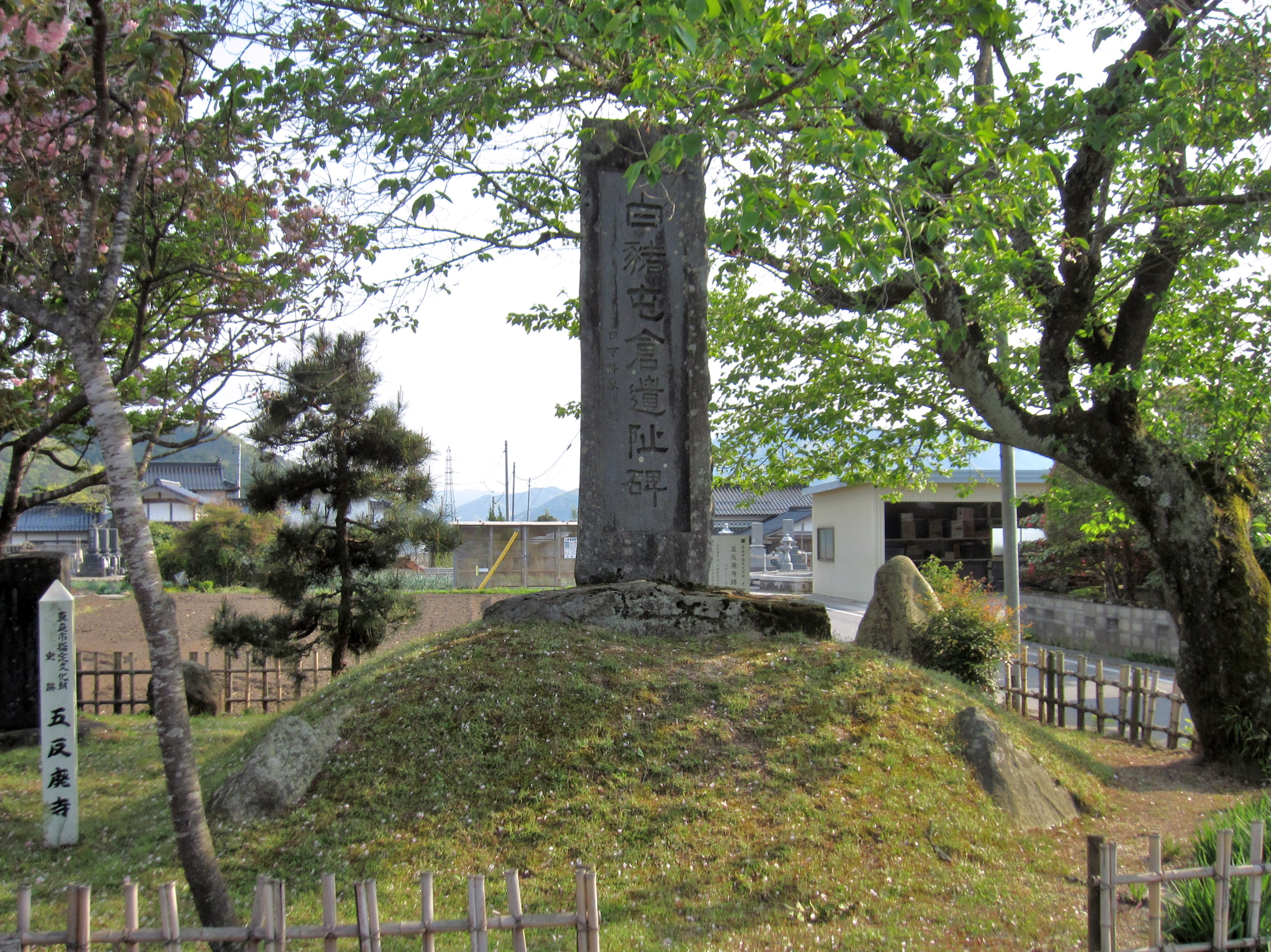
白猪屯倉跡碑（岡山県真庭市五反）

白猪屯倉（しらい の みやけ）は、吉備国に設置された大和朝廷の直轄地（屯倉）。

## 概要
『日本書紀』巻第十九によれば、555年、欽明天皇の時代に、蘇我大臣稲目（そが の おおおみ いなめ）・穂積磐弓臣（ほづみ の いわゆみ の おみ）らを派遣して吉備の五つの郡（こおり）に設置された、とある。
569年には、田部（たべ）を置いてから十余年がたち、一定年齢に達しても「籍」（なのふみた、戸籍）から漏れ、「課」（えつき、課役）を免れるものが多かったという。そのため、「白猪田部（しらいのたべ）の丁（よほろ）の籍（ふみた）を定むべし」という目的で、王辰爾（おうじんに）の甥の胆津（いつ）が派遣された。胆津は「白猪田部」の「丁者」（よほろ、壮丁）を検閲し、詔によって籍を定め「田戸」（たべ）を作成した。胆津はこの定籍の功により「白猪」（しらい）の氏と「史」（ふひと）の姓（かばね）を与えられ、「田令」（たつかい）となり、欽明天皇17年7月6日（556年）に児島郡に置かれた屯倉の「田令」である「葛城山田直瑞子」（かずらき の やまだ の あたい みつこ）の副（すけ）となった、という。
さらに、『書紀』巻第二十によると、574年の敏達天皇の時代に大臣蘇我馬子が遣わされて、白猪屯倉と田部が増益され、田部の「名籍」（なのふむた）が白猪史胆津に授けられた、ともある。

## 考証
白猪屯倉の場所については諸説があり、
1. 美作国大庭郡（おおばぐん）、
2. 吉備北部山間部
3. 児島屯倉と同一のもの

と言われてきている。
このうち、1.について述べると、古くから岡山県真庭市（旧真庭郡（まにわぐん）久世町（くせちょう））の五反廃寺跡の地だとされてきた。『続日本紀』巻第二十七、巻第二十九に美作国「大庭郡」の人である「白猪臣大足」（しらい の おみ おおたり）、「白猪臣証人」（しらい の おみ あきと）がそれぞれ「大庭臣」の姓を賜った、とあるからである。「大庭郡」は「真庭郡」の南部で、廃寺跡がその地域に収まるからである。同寺跡出土の瓦が高句麗系のもので、白鳳期間に遡るものがあること、よって古くから帰化人（渡来人）が居住していたことが知られている。
この地は岡山平野に注ぐ旭川の上流であり、大和と出雲とを結ぶ、出雲街道が横切る交通上の要衝であった。『書紀』巻第十八には、安閑天皇2年（535年）、（磐井の乱で大和政権が得た）北九州の広汎な多くの屯倉と並んで、播磨国の揖保郡（いいほぐん）越部（こしべ）屯倉のことがあげられている。同じ記事を載せる『播磨国風土記』によると、安閑天皇の寵人（おもいびと）である但馬君小津（たじまのきみおつ）が姓を賜り「皇子代君」となった。彼が屯倉をこの地に設置し、故に「子代の村」といった。のちに「上野大夫」（かみつけのまえつぎみ）によって三十戸を結んだ時に「越部の里」と改名された、とある
「越部屯倉」は現在の兵庫県たつの市新宮町（旧揖保郡新宮町）越部に比定されており、谷岡武雄は、この地に中世の大徳寺領播磨小宅庄条坊坪付図により、特殊条里のあることを指摘している。さらに、この地は令制の駅家の置かれていたところであるが、美作の津山盆地へ向かう津山路が姫路市の草上駅で海道沿いに西へすすむ山陽道と別れて最初の駅である。美作路はさらに、兵庫県佐用郡佐用町（旧三日月町）に推定される中川駅を通り、杉坂峠を越えて美作国に入り、津山市の総社あたりと推定される美作国府へといたるのだが、美作国府から出雲へ向かう出雲街道上に白猪屯倉が存在するのである。
「白猪屯倉」は、「児島屯倉」とともに、吉備国造の支配していた地帯を南北にはさむ形で設置されている。これは、大和政権が雄略天皇末期に吉備勢力の反抗を制圧し、継体天皇の末期に筑紫国造の叛乱を打破して、吉備国南北に直轄地を置き、吉備王権を孤立化し、制圧してゆくさまを窺わせる。
同時に、蘇我氏が主導する欽明天皇時代の政治において、律令制的な農民支配の先駆が見られるとも言える。中国北朝の均田制が高句麗を通じて伝来した可能性も考えられる。欽明天皇31年4月2日（570年）には、高麗（高句麗）の使節が越国に漂流し、敏達天皇の時代にかけて交渉を開始したという記述が、『日本書紀』巻第十九・巻第二十にかけて存在する。